# Behuria limae
Behuria limae är en tvåhjärtbladig växtart som beskrevs av Alexander Curt Brade. Behuria limae ingår i släktet Behuria och familjen Melastomataceae. Inga underarter finns listade i Catalogue of Life.